# Ali al-Sistani
Ali Al-Hoessein al-Sistani (Arabisch: علي الحسيني السيستاني; Mashhad, 4 augustus 1930) is een grootayatollah van Iraanse afkomst. Hij is de belangrijkste sjiitische geestelijke leider in Irak.

## Levensloop
Hij is geboren uit een geslacht van geestelijken. Zijn familie komt uit de streek Sistan, hetgeen zijn naam verklaart.
Hij begon zijn geestelijke opleiding in Mashhad en studeerde daarna enige jaren in de stad Qom. Later vertrok hij naar Najaf in Irak om daar verder te studeren.
Hij wordt beschouwd als de leider van het hoogste sjiitische gezag van Irak, de Marjaiya. Hij volgde in 1992 zijn leermeester Abol-Qassem Khoi als belangrijkste sjiiet op. Hij wordt door de meerderheid van de sjiitische moslims in de wereld gerespecteerd. Als belangrijkste sjiitische geestelijke van Irak wordt hij door de meerderheid van de bevolking (zestig procent is sjiiet) beschouwd als een bijna-heilige.

## Politieke rol
Al-Sistani wordt wel een 'democratische mullah' genoemd. Hoewel hij (natuurlijk) een overtuigd sjiiet is, bieden zijn denkbeelden ruimte aan principes als democratie, mensenrechten en zelfs de scheiding van kerk en staat. Een theocratisch systeem zoals dat in Iran bestaat, streeft al-Sistani dan ook niet na.
Na de Amerikaanse invasie droeg de Grootayatollah zijn volgelingen op, geen verzet te plegen. Hij hield echter afstand tot de bezetters, en weigerde de interim-bestuurder Paul Bremer te ontmoeten. Nadat deze had voorgesteld om getrapte verkiezingen te houden, sprak Sistani een fatwa hiertegen uit. Hij eiste directe verkiezingen. Hiermee kreeg hij in januari 2004 in Basra, Najaf en Karbala tienduizenden mensen op de been, in Bagdad zelfs honderdduizend voor (vreedzame) demonstraties. Dat zijn enorme aantallen in een land waar mensen nog altijd bang zijn hun mening te uiten.
Op 26 augustus leidde al-Sistani een succesvolle mars van Koefa naar de Imam Alimoskee in Najaf om de Amerikanen met Iraakse regeringstroepen en het Mahdi-leger van Moqtada al-Sadr tot vrede te bewegen. Hij dwong al-Sadr hem de sleutel van het heiligdom te geven en zo hem als zijn meerdere te erkennen.
Al-Sistani ziet in dat machtsdeling de enige manier is om een burgeroorlog te voorkomen. Op zijn instigatie werd daarom een alliantie gesmeed van verschillende partijen die deel hadden genomen aan de parlementsverkiezingen van 30 januari 2005. In deze coalitie zaten niet alleen de twee belangrijkste sjiitische partijen, de Opperste Raad voor de Islamitische Revolutie in Irak (SCIRI) en de Dawa, maar zijn ook Koerden en soennieten vertegenwoordigd.
Toen in 2014 strijders van de Islamitische Staat een deel van Irak bezetten, gaf Al-Sistani een fatwa uit waarin het bestrijden van deze terroristen een religieuze plicht werd genoemd.